# Marcgraviaceae
Marcgraviaceae es una familia neotropical de plantas del orden  Ericales. Tiene 8 géneros con 130 especies. Su distribución va desde los 0 a los 2500 m s. n. m., en algunos casos se ha reportado su presencia hasta los 3000 m s. n. m. Es de hábito arbustivo epífito y hemiepífito creciendo en forma de lianas. Presenta grandes y vistosas inflorescencias con unos notorios nectarios reproductivos extraflorales. 
Colombia es actualmente el país con mayor riqueza en margraviaceaes, con un total de 60 especies, seguido por Brasil con 38 y Venezuela con 25, sin embargo su presencia no se restringe a estos tres países ya que se reportan en Costa Rica, Panamá, Nicaragua y México. 

## Descripción
Son arbustos, epífitas o hemiepífitas o trepadoras; plantas hermafroditas. Con hojas simples, enteras, alternas y dísticas o espiraladas, coriáceas a raramente membranáceas, glabras, generalmente con conspicuas glándulas hipofilas; subsésiles o cortamente pecioladas, exestipuladas. La inflorescencia en una umbela, un racimo o una espiga terminal, flores hipóginas, sésiles o pediceladas, generalmente con 1–2 bractéolas sepaloides, todas o sólo algunas flores con nectarios extraflorales; sépalos imbricados, persistentes, coriáceos; pétalos basal a completamente connados; estambres 3–numerosos, libres o basalmente connados, frecuentemente adnados basalmente a la corola, filamentos teretes a obviamente aplanados, ovario 2–multilocular, placentación axial. Frutos globosos o subesféricos, generalmente con una pared coriácea bien desarrollada, irregularmente dehiscentes; semillas embebidas en una pulpa dulce, roja a anaranjada.
Esta familia presenta estructuras singulares llamadas nectarios reproductivos extraflorales (brácteas nectariferas) en todas sus especies que dependiendo del género pueden variar su localización, forma, coloración y tamaño; su apariencia es similar a jarras y se han dado a través de un extenso proceso de coevolución con sus polinizadores.

## Géneros
Esta familia actualmente está dividida en 8 géneros, distribuidos en dos subfamilias Noranteoideae y Marcgravioideae, la primera incluye todos los géneros menos Marcgravia, por lo cual para Marcgravioideae solo se tiene uno.
Marcgravioideae
- Marcgravia

Noranteoideae
- Marcgraviastrum
- Norantea
- Souroubea
- Schwartzia
- Ruyschia
- Sarcopera
- Pseudosarcopera